# Цильхер, Герман
Герман Карл Йозеф Цильхер (нем. Hermann Karl Josef Zilcher; 18 августа 1881, Франкфурт — 1 января 1948, Вюрцбург) — немецкий композитор, пианист, дирижер и педагог; тайный советник, директор Государственной консерватории Вюрцбурга; являлся инициатором организации Фестиваля Моцарта в Вюрцбурге; сын композитора Пауля Цильхера, отец актрисы Евы Цильхер (1920—1994) и дирижера Хайнца Рейнхарта Цильхера (1906—1967). Член НСДАП с 1933/1937 года.

## Биография
Герман Цильхер 18 августа 1881 года во Франкфурте-на-Майне в семье композитора и педагога Пауля Цильхера (1855—1943). С 1897 года Герман учился в консерватории Хоха: среди его преподавателей был и дирижёр Бернхард Шольц; по окончании ВУЗа Цильхеру была присуждена премия Моцарта. В 1901 году он переехал в Берлин, где весьма быстро стал известен: особенно в качестве аккомпаниатора. Кроме того, он провёл несколько международных концертных туров по США и странам Европы. В 1905 году он вернулся в консерватории Хоха в качестве преподавателя по фортепиано. В 1908 году он был получил позицию профессора, а в 1916 — стал профессором композиции в Музыкальной академии в Мюнхене. В Мюнхене же он начал тесно сотрудничать с директором Мюнхенского камерного театра Отто Фалькенбергом (1873—1947), для которого писал театральную музыку.
В 1920 году Герман Цильхер стал директором Баварской государственной консерватории в Вюрцбурге и два года спустя основал Фестиваля Моцарта в Вюрцбурге. В 1924 году правительством Баварии удостоило его звания тайного советника, а медицинский факультет Вюрцбургского университета — степени почетного доктора. В конце 1920-х годов Цильхер основал Вюрцбургский камерный оркестр; сам он неоднократно дирижировал Берлинским филармоническим оркестром по приглашению Вильгельма Фуртвенглера.
После прихода к власти в Германии национал-социалистов Цильхер стал членом «Боевого альянса за немецкую культуру» (KfdK), а 1 мая 1933 года — вступил в НСДАП (членский номер 3.561.191): фактически он получил партбилет в 1937 году. Он также в течение двух лет был членом Национал-социалистического механизированного корпуса (NSKK). В 1933 году Цильхер сочинил прославившую систему кантату «Молитва молодости» («Gebet der Jugend», соч. 75). С 1936 года гестапо контролировало его личную переписку; в 1941 году он получил от Адольфа Гитлера медаль Гёте за вклад в искусство и науку. Из-за давней и острой полемики с гауляйтером региона Отто Хельмутом (1896—1968), который в 1937 году присудил ему премию за вклад в культуру, Цильхер в 1943 году был лишен как поста руководителя Моцартовского фестиваля, так и должности директора Молодёжной музыкальной школы в Вюрцбурге.
После окончания Втором мировой войны, 14 сентября 1945 года, он был снят с должности директора Вюрцбургской консерватории американской оккупационной администрацией — после анонимного доноса, содержавшего компрометирующие подробности о его деятельности в нацистскую эпоху. Стал лесорубом и повредил руки; скончался 1 января 1948 года в Вюрцбурге от сердечной недостаточности, в возрасте 66 лет.

## Работы

### Книги
- Deutsches Volksliederspiel. — Leipzig : Breitkopf & Härtel, 1915.
- Aus meinem Skizzenbuch.
- Muster der Handschrift.